# Championnat de Lituanie de football 2003
Navigation
Saison précédente Saison suivante
La saison 2003 du Championnat de Lituanie de football était la 14e édition de la première division lituanienne. Les 8 meilleurs clubs du pays sont regroupés en une poule unique où chaque équipe rencontre quatre fois ses adversaires, deux fois à domicile et deux fois à l'extérieur.
Le FBK Kaunas, quadruple champion en titre, termine une nouvelle fois en tête du championnat cette saison. C'est le 5e titre de champion (d'affilée, qui plus est) de Lituanie de son histoire.

## Les 8 clubs participants
- FK Zalgiris Vilnius
- FK Ekranas Panevezys
- FK Sūduva Marijampolė
- Sviesa Vilnius - Promu de D2
- FBK Kaunas
- Atlantas Klaipeda
- Sakalas Siauliai[1]
- FK Vetra Rudiskes - Promu de D2

## Compétition
Le barème de points servant à établir le classement se décompose ainsi :
- Victoire : 3 points
- Match nul : 1 point
- Défaite : 0 point

### Classement
| Rang | Équipe                  | Pts | J  | G  | N | P  | Bp | Bc | Diff |
| ---- | ----------------------- | --- | -- | -- | - | -- | -- | -- | ---- |
| 1.   | FBK Kaunas (T)          | 68  | 28 | 21 | 5 | 2  | 64 | 20 | +44  |
| 2.   | Ekranas Panevezys       | 62  | 28 | 18 | 8 | 2  | 50 | 19 | +31  |
| 3.   | Vėtra Rūdiškės (P)      | 47  | 28 | 13 | 8 | 7  | 42 | 22 | +20  |
| 4.   | FK Zalgiris Vilnius (C) | 34  | 28 | 9  | 7 | 12 | 37 | 37 | 0    |
| 5.   | Atlantas Klaipeda       | 33  | 28 | 9  | 6 | 13 | 27 | 30 | -3   |
| 6.   | FK Sūduva Marijampolė   | 32  | 28 | 8  | 8 | 12 | 39 | 45 | -6   |
| 7.   | Šviesa Vilnius (P)      | 26  | 28 | 7  | 5 | 16 | 25 | 38 | -13  |
| 8.   | Sakalas Šiauliai        | 8   | 28 | 1  | 5 | 22 | 13 | 86 | -73  |

|  | Qualifié pour la Ligue des champions 2004-2005   |
|  | Qualifié pour la Coupe UEFA 2004-2005            |
|  | Qualifié pour la Coupe Intertoto 2004            |
|  | Participation au barrage de promotion-relégation |
|  | Relégation en deuxième division                  |

## Bilan de la saison
| Tableau d'Honneur                                            |                                       |
| Compétition                                                  | Vainqueur                             |
| Championnat de Lituanie de football                          | FBK Kaunas                            |
| Coupe de Lituanie de football Edition 2002/2003 Edition 2003 | Atlantas Klaipeda FK Zalgiris Vilnius |

| Qualifications européennes    |                                          |
| Ligue des champions 2004-2005 | Qualifié                                 |
| 1er tour préliminaire         | FBK Kaunas                               |
| Coupe UEFA 2004-2005          | Qualifiés                                |
| 1er tour                      | FK Ekranas Panevezys FK Zalgiris Vilnius |
| Coupe Intertoto 2004          | Qualifiés                                |
| 1er tour                      | Vetra Rudiskes Atlantas Klaipeda         |

| Promotion et relégation |                  |
| Relégué en II Lyga      | Sakalas Siauliai |
| Promus en A Lyga        | FK Siluté        |